# Feliks Gadomski

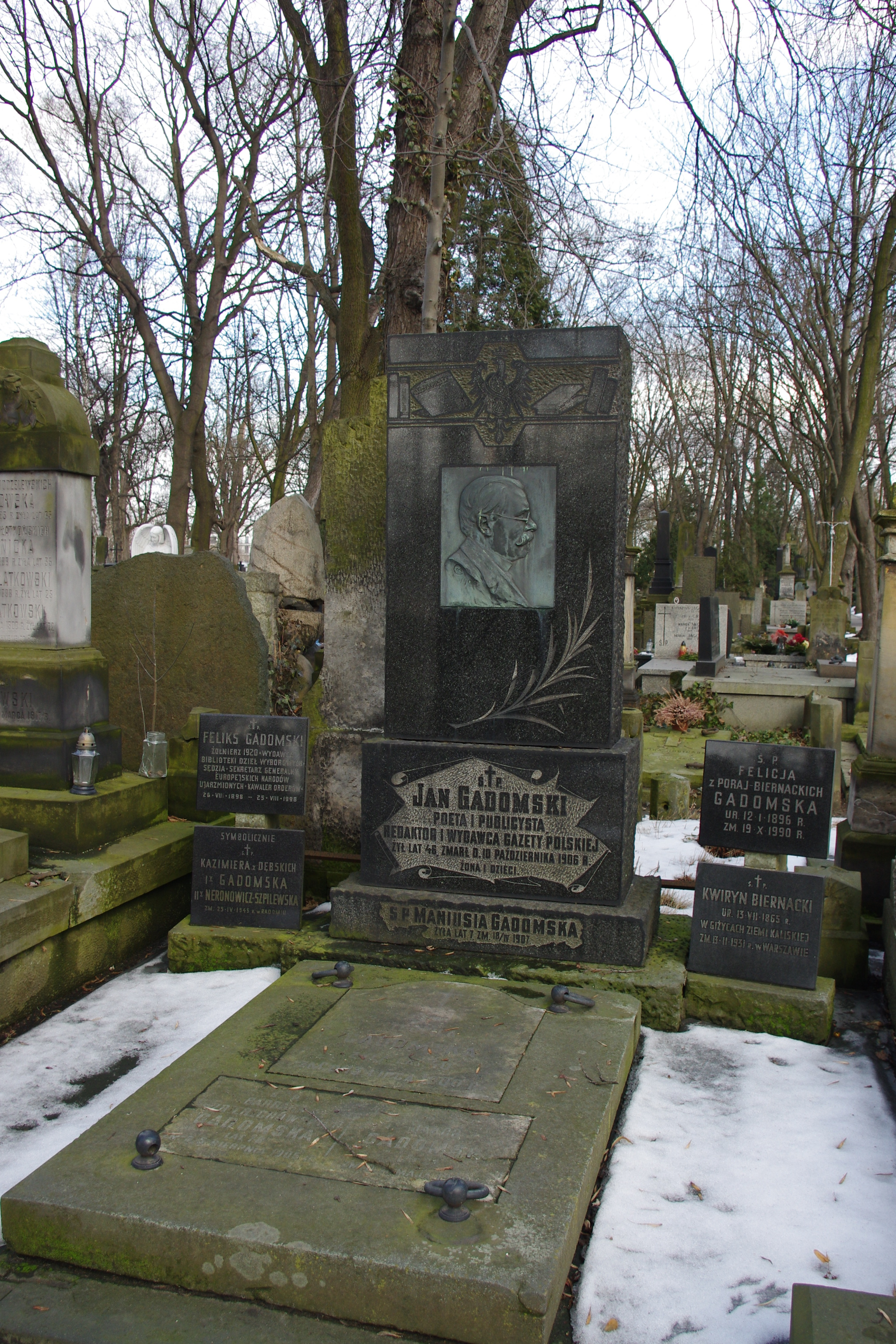
Grób dziennikarza Feliksa Gadomskiego (1898–1998) i literata Jana Gadomskiego (1859–1906) na cmentarzu Powązkowskim w Warszawie

Feliks Gadomski (ur. 26 sierpnia 1898 w Warszawie, zm. 25 sierpnia 1998) – polski prawnik i dziennikarz, działacz emigracyjny związany ze Stronnictwem Demokratycznym.

## Życiorys
Urodził się jako syn Jana Gadomskiego (1859–1906), publicysty i literata i Kazimiery Władysławy Dębskiej (zm. 1945). Od 1917 studiował na Wydziale Prawa Uniwersytetu Warszawskiego, przerwał naukę aby ochotniczo wziąć udział w wojnie polsko-bolszewickiej. Studia kontynuował na Uniwersytecie Poznańskim i ukończył je w 1922. W Polsce międzywojennej pracował m.in. w latach 1924–1937 jako wydawca serii Biblioteka Dzieł Wyborowych, do 1930 współpracował jako dziennikarz z Gazetą Warszawską i Dziennikiem Powszechnym. W 1935 otrzymał nominację na sędziego Sądu Okręgowego. Po wybuchu II wojny światowej przedostał się przez Rumunię do Francji, pracował w Biurze Rekrutacji Armii Polskiej przy polskiej ambasadzie w Paryżu. Po zajęciu Francji przez wojska hitlerowskie został ewakuowany do Wielkiej Brytanii, pracował przez rok w Konsulacie Generalnym RP. Następnie był kierownikiem Akcji Kontynentalnej prowadzonej przez Rząd Rzeczypospolitej Polskiej na uchodźstwie wspólnie z rządem brytyjskim. Działał w Stronnictwie Demokratycznym oraz był sędzią Odwoławczego Sądu Morskiego, który został ustanowiony przez brytyjski Parlament na czas wojny dla marynarki polskiej. W 1943 został wiceprzewodniczącym Komisji Dyscyplinarnej dla Funkcjonariuszy Państwowych przy Prezydium Rady Ministrów. Od 1942 był wydawcą miesięcznika Nowa Polska, który przez trzy lata ukazywał się w Londynie.
Po 1945 znalazł się na emigracji w USA. Pracował w Polskiej Sekcji RWE w Nowym Jorku. W 1956 był współzałożycielem Polskiego Towarzystwa Prawniczego w Stanach Zjednoczonych.
Kontynuował działalność w Stronnictwie Demokratycznym, od 1953 reprezentując ugrupowanie w Zgromadzeniu Europejskich Narodów Ujarzmionych (The Assembly of Captive European Nations, ACEN). Przez długi okres pełnił obowiązki sekretarza generalnego ACEN oraz delegata Rządu RP na Uchodźstwie. Od 1955 był działaczem Unii Liberalno-Demokratycznej Europy Środkowo-Wschodniej, przez cztery lata wydawcą i redaktorem biuletynu tego ugrupowania oraz Międzynarodówki Liberalnej (World Liberal Union, WLU). Od 1959 do 1988 pełnił funkcję sekretarza generalnego Tymczasowej Rady Jedności Narodowej. W 1995 wydał w Nowym Jorku publikację "Zgromadzenie Europejskich Narodów Ujarzmionych. Krótki zarys". Zmarł dzień przed swoimi 100 urodzinami. Pochowany na cmentarzu Powązkowskim w Warszawie (kwatera 68-6-29/30).
Żonaty z Felicją z Biernackich Gadomską (1896–1990) herbu Poraj.

## Odznaczenia
- Krzyż za udział w Wojnie 1918–1921;
- Złoty Krzyż Orderu Zasługi RP;
- Zarządzeniem z 15 sierpnia 1985 Prezydenta RP na uchodźstwie Edwarda Raczyńskiego został odznaczony Krzyżem Oficerskim Orderu Odrodzenia Polski za całokształt wieloletniej działalności niepodległościowej oraz politycznej na rzecz Polski[4].